# David Dunford
David Harvey Dunford (nacido el 29 de septiembre de 1988 en Nairobi) es un nadador de Kenia especializado en estilo libre. Es campeón de África, finalista de los Juegos de la Mancomunidad y el segundo nadador keniano de la historia en clasificar a los Juegos Olímpicos (el primero fue su hermano mayor Jason Dunford). Muchos de sus logros jamás han sido vistos en la historia de la natación keniana. Pertenece a la minoría blanca de Kenia.

## Carrera
En los Juegos de la Mancomunidad de 2006, participó en muchas pruebas, siendo su mejor resultado el alcanzar la final y conseguir el sétimo lugar en los 50 metros estilo libre. Más tarde ese mismo año, en el Campeonato Africano de Natación de 2006, ganó los 100 y 200 metros estilo espalda, convirtiéndose en el primer Campeón Africano de Kenia al lado de su hermano Jason. David Dunford fue seleccionado como el deportista más prometedor del año 2006.
En 2007 participó en el Campeonato Mundial de Natación y en los Juegos Panafricanos.
David Dunford compitió en los Juegos Olímpicos de Pekín en 2008. Participó en la prueba de los 50 metros estilo libre, terminando en el vigésimo puesto durante las preliminares y perdiendo consecuentemente las semifinales, reservadas para los 16 nadadores más rápidos. Dunford no participó en el Campeonato Africano de Natación de 2008 debido a sus estudios.

## Vida Familiar
David es hijo de Martin y Geraldine Dunford. Martin Dunford es el presidente del Grupo Tamarindo, el cual es dueño del famoso restaurante Carnivore en Nairobi, Geraldine, es nieta del famosos Abraham Block, fundador de los Hoteles Block. Martin es además el vicepresidente de la Federación Keniana de Natación y miembro del patronato de la Asociación de Natación Amateur de Nairobi (NASA, por sus siglas en inglés). 
Tiene dos hermanos, Robert y Jason. Robert es un graduado de la London School of Economics donde fue capitán del Club de Rugby. Jason también es un nadador y representa a Kenia.